# Fédération internationale de tennis
Pour les articles homonymes, voir FIT et ITF.
La Fédération internationale de tennis (FIT) (en anglais : International Tennis Federation, ITF) est une association sportive internationale consacrée à la pratique du tennis, sous ses formes professionnelle ou amateur. Le siège de l'ITF se trouve à Londres. En 2013, on dénombrait 210 fédérations nationales qui lui étaient affiliées.

## Historique

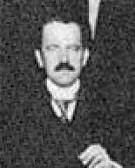
Le docteur Hans O. Behrens, en 1913, devenu alors le premier président de la Fédération internationale de lawn-tennis (renommée « Fédération internationale de tennis » en 1977).

L'idée de la création d'une instance internationale pour régir la pratique du tennis remonte à 1911. Cette initiative revient à trois hommes : l'avocat américain installé à Genève, Duane Williams, mort tragiquement lors du naufrage du Titanic en 1912, le magistrat suisse Charles Barde et le militaire français Henri Wallet. Fin octobre 1912, la commission centrale française de lawn-tennis (littéralement « tennis sur gazon ») sous la présidence de Wallet, se réunit au siège de l'USFSA dans le but de former une fédération internationale, en présence de délégués d’autres pays européens : Angleterre, Belgique, Allemagne, Suède et Suisse. La création de cette entité a pour principal objectif d'unifier les règles de jeu, codifiées jusqu'à présent par la Lawn Tennis Association, règlementer l'organisation des grandes compétitions internationales et définir l'amateurisme. En 1913, la Fédération reconnait officiellement l'organisation des trois Championnats du monde :
- les championnats du monde sur herbe, organisés à perpétuité par la Lawn Tennis Association ;
- les championnats du monde sur terre battue, organisés à l'origine pour quatre ans par la commission centrale de lawn-tennis de l'USFSA[4] ;
- les championnats du monde sur courts couverts[5] ;
- la Coupe Davis comme unique compétition internationale par équipe[6].

Initialement créée par quinze fédérations nationales le 1er mars 1913 à Paris rue Duphot, l'International Lawn Tennis Federation (ILTF) (Fédération internationale de tennis sur gazon) est reconnue comme autorité organisatrice des compétitions de tennis sur herbe à travers le monde en 1924. Aux quinze nations d'origine, se joignent en 1914 la Norvège, le Canada et les États-Unis. Après la Première Guerre mondiale, la Fédération internationale ne compte plus que dix membres. Il a en effet été décidé, lors du congrès de 1919, que les fédérations nationales des Empires centraux seraient radiées (Allemagne, Autriche et Hongrie).
En 1922 a été créé une commission de codification des règles et on adopte la suppression du Challenge Round dans les Championnats du Monde. Cinq nouveaux pays sont admis lors du congrès de l'année 1923 : la Nouvelle-Zélande, le Canada, la Yougoslavie, la Pologne et l'Argentine et deux autres en 1924 (le Japon et la Roumanie), portant le total à 20 membres. L'affiliation à la F.I.L.T donne théoriquement le droit de participer à la Coupe Davis. Six nouveaux pays dont l'Autriche et la Hongrie intègre la Fédération l'année suivante.
En 1927, un différend entre la Fédération internationale et le Comité international olympique portant notamment sur la participation de joueurs de tennis professionnels, a pour conséquence le retrait de l'ITF du programme olympique des Jeux de 1928 après avoir interdit à ses athlètes d'y participer.
Pendant la Seconde Guerre mondiale, elle déménage de Paris à Roehampton, dans le sud-ouest de Londres.
En 1977, le terme lawn est abandonné, car la majorité des compétitions se déroule désormais sur d'autres surfaces.

## Fonctionnement
La FIT est subdivisée en six fédérations continentales auxquelles elle délègue ses compétences sur leurs territoires respectifs :
- Asian Tennis Federation (ATF) - Asie
- Confederación SudAmericana de Tenis (COSAT) - Amérique du Sud
- Confédération africaine de tennis (CAT) - Afrique
- Confederación de Tenis de Centroamérica Caribe (COTECC) - Amérique du Nord, Amérique centrale et les Caraïbes
- Oceania Tennis Federation (OTF) - Océanie
- Tennis Europe - Europe

Elle organise dans le monde entier nombre de tournois dits Futures. Les juniors y font souvent leurs armes, les meilleurs d'entre eux accédant aux circuits professionnels WTA (femmes) et ATP (hommes). Les tournois Futures féminins sont dotés de 10 000 à 100 000 dollars, quand leurs homonymes masculins offrent de 10 000 à 15 000 dollars. La raison est que le circuit masculin offre une catégorie intermédiaire supplémentaire de tournois, dits Challenger, organisés par l'ATP et dotés de 25 000 à 150 000 dollars.
L'ITF est responsable également de l'organisation des quatre tournois du Grand Chelem, mais aussi de la Fed Cup, de la Coupe Davis et de la Hopman Cup.
Au terme de chaque saison depuis 1978, l'association élit enfin des champions du monde, en simple et en double.

## Fédérations nationales affiliées (liste non exhaustive)
- Fédération allemande de tennis

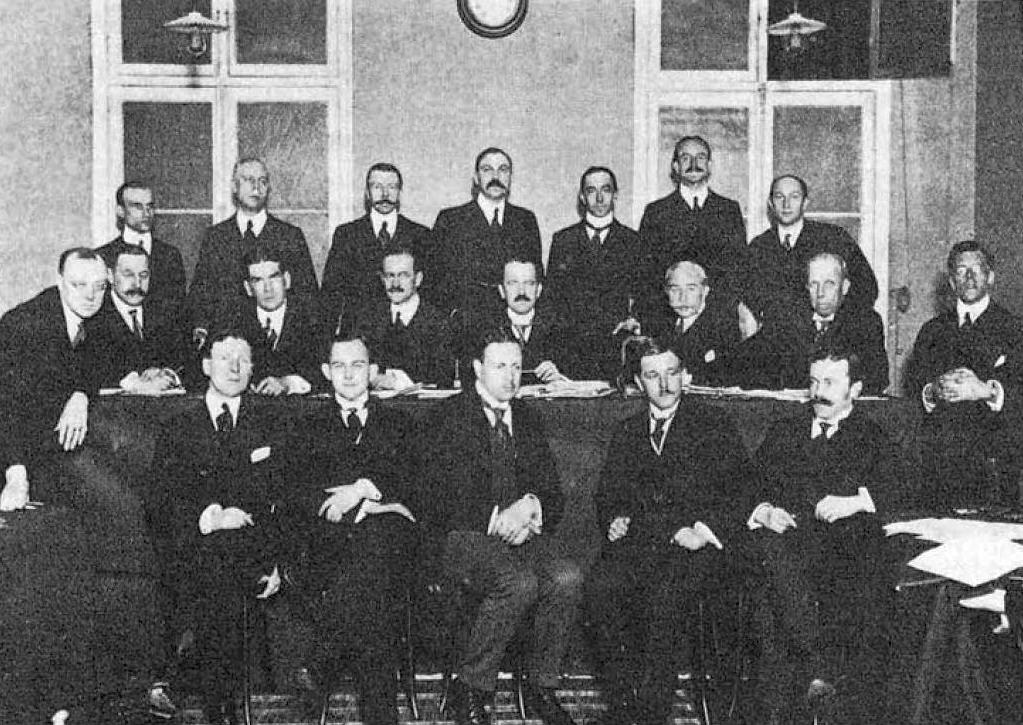
Membres-fondateurs de la Fédération internationale de tennis, le 1er mars 1913 à Paris, rue Duphot.

- Fédération australienne de tennis (Tennis Australia)
- Fédération royale belge de tennis
- Fédération britannique de tennis (LTA)
- Tennis Canada
- Fédération espagnole de tennis
- Fédération française de tennis (FFT)
- Fédération royale marocaine de tennis
- Fédération polonaise de tennis
- Fédération russe de tennis
- Fédération suisse de tennis
- Fédération tunisienne de tennis
- Fédération ukrainienne de tennis
- Fédération de tennis des États-Unis (USTA)
- Fédération chilienne de tennis

## Dirigeants
Les présidents successifs de la Fédération internationale de tennis. Avant 1938 principal (chairmen) et à partir de 1991 président et directeur général : 
- 1913 :  Dr. Hans O. Behrens
- 1914 :  Henri Wallet
- 1919 :  Paul de Borman
- 1920 :  Charles Barde
- 1921 :  Paul de Borman
- 1922 :  E. Clarke
- 1923 :  A. E. M. Taylor
- 1924 :  Henri Wallet
- 1925 :  John Flavelle
- 1926 :  Maurice Rancès
- 1927 :  Charles Barde
- 1928 :  Paul de Borman
- 1929 :  Charles Barde
- 1930 :  Maurice Rancès
- 1932 :  Dr. Hans O. Behrens
- 1933 :  Paul de Borman
- 1934 :  L. J. Carruthers
- 1935 :  G. Uzielli
- 1936 :  Charles Barde
- 1937 :  Paul de Borman
- 1938 :  Dr. Hans O. Behrens
- 1938 :  Pierre Gillou
- 1939 :  Charles Barde
- 1946 :  Paul de Borman
- 1947 :  Pierre Gillou
- 1948 :  James Eaton Griffith
- 1949 :  R. B. Kingman
- 1950 :  R. H. Youdale
- 1951 :  D. Croll
- 1952 :  Charles Barde
- 1953 :  James Eaton Griffith
- 1954 :  R. B. Kingman
- 1955 :  Giorgio De Stefani
- 1956 :  R. H. Youdale
- 1957 :  R. N. Watt
- 1958 :  Charles Barde
- 1959 :  James Eaton Griffith
- 1961 :  Jean Borotra
- 1961 :  R. H. Youdale
- 1962 :  Giorgio De Stefani
- 1963 :  James Eaton Griffith
- 1965 :  P. da Silva Costa
- 1967 :  Giorgio De Stefani
- 1969 :  B. A. Barnett
- 1971 :  A. Heyman
- 1974 :  W. E. Elcock
- 1975 :  Derek N. Hartwick
- 1977 :  Philippe Chatrier
- 1991 :  Brian Tobin
- 1999 :  F. Ricci Bitti
- 2015 :  David Haggerty (en)

Les secrétaires généraux successifs de la Fédération internationale de tennis puis directeurs des opérations à partir de 1987, directeur exécutif à partir de 1998 et directeur général depuis 2022, : 
- 1913 :  Robert Gallay
- 1920 :  Robert Gallay et  H. A. Sabelli
- 1948 :  Robert Gallay et  S. B. Reay
- 1949 :  S. B. Reay et  Antoine Gentien
- 1961 :  S. B. Reay et  N. Barrelon
- 1970 :  S. B. Reay et  Benny Berthet
- 1973 :  S. B. Reay
- 1976 :  D. Gray
- 1984 :  Shirley Woodhead
- 1989 :  Brian Tobin
- 1991 :  M. Davis
- 1995 :  D. McCurdy
- 1998 :  Juan Margets[16]
- 2016 :  Kelly Fairweather
- 2025 :  Ross Hutchins[17]

Les trésoriers honoraires successifs de la Fédération internationale de tennis  : 
- 1913/1939 :  Robert Gallay
- 1946 :  Clarence Sadd
- 1963 :  H. J. Sargeant
- 1977-2013[18] :  David Jude[19]